# Altus (Oklahoma)
Altus è una città ed è il capoluogo della contea di Jackson, in Oklahoma, negli Stati Uniti, con una popolazione di 18 729 abitanti.
Altus è la sede dell'Altus Air Force Base, la base di addestramento della United States Air Force per gli equipaggi C-17, KC-46 e KC-135. È anche sede del Western Oklahoma State College e del Southwest Technology Center.

## Geografia fisica
Secondo lo United States Census Bureau, ha un'area totale di 17,0 mi² (44,03 km²).

## Storia
La città che in seguito sarebbe stata nominata Altus fu fondata nel 1886. La comunità era originariamente chiamata Frazer, un insediamento di circa 50 persone sul Bitter Creek che fungeva da trading post sul Great Western Trail. I cowboy che guidavano le mandrie verso nord spesso si fermavano a comprare il latticello (buttermilk) da John McClearan. Quindi, la città era conosciuta localmente come "Buttermilk Station". L'ufficio postale di Frazer aprì il 18 febbraio 1886. Un'inondazione improvvisa distrusse quasi Frazer il 4 giugno 1891. I residenti si trasferirono su un terreno più elevato a 2,5 miglia (4,0 km) ad est del sito originale. W. R. Baucum suggerì di rinominare la città Altus, una parola latina che significa "alto". Questo nome rimase bloccato, anche se la città era conosciuta anche come Leger dal 10 luglio 1901 al 14 maggio 1904.
La città ha visto una crescita relativamente stabile dall'inizio. La popolazione è raddoppiata tra il periodo della statualità dell'Oklahoma e il censimento del 1910 e persino aumentata durante la grande depressione. Sebbene Altus fosse stata designata come il capoluogo della contea di Jackson al tempo della statualità, nel 1908 si tenne un'elezione per determinare il capoluogo permanente. Le due città in lotta erano Altus e Olustee. Altus ha vinto con un voto di 2.077 a 1.365. Il tribunale della contea fu costruito lì nel 1910. Un progetto di irrigazione negli anni 1940 e durante la seconda guerra mondiale ha portato a un'ulteriore crescita della città, dato che il vicino campo aereo è stato utilizzato per addestrare i piloti militari.
Altus era un'importante città sulla defunta Wichita Falls and Northwestern Railway, una delle proprietà di Frank Kell e Joseph A. Kemp, che si estendeva da Wichita Falls, Texas, a Forgan, nella contea di Beaver, nell'estremo nord-ovest dell'Oklahoma. Successivamente è stata acquistata dalla Missouri-Kansas-Texas Railroad e dal 1991 è gestita dalla Wichita, Tillman and Jackson Railway.
Nel 1908, la Kansas City, Mexico and Orient Railway (acquisita dalla Atchison, Topeka and Santa Fe Railway nel 1929) costruì una linea attraverso Altus. All'incirca nello stesso periodo, la Altus, Wichita Falls and Hollis Railway (divenuta Wichita Falls and Northwestern Railway nel 1911, poi acquisita dalla Missouri, Kansas and Texas Railway nel 1922) costruì una linea da Altus fino al confine tra Oklahoma e Texas. Le ferrovie stimolarono la crescita economica nell'area e fecero di Altus un centro agricolo regionale. Nel 1930, Altus aveva otto sgranatrici di cotone, due compresse per il cotone e diciotto commerci all'ingrosso.

## Società

### Evoluzione demografica
Secondo il censimento del 2020, la popolazione era di 18 729 abitanti, in calo del 5,5% rispetto al censimento del 2010.

### Etnie e minoranze straniere
Secondo il censimento del 2020, la composizione etnica della città era formata dal 62,1% di bianchi, l'8,8% di afroamericani, l'1,9% di nativi americani, l'1,7% di asiatici, lo 0,3% di oceanici, l'11,3% di altre etnie, e il 13,9% di due o più etnie.